# Бернаола, Кармело
Карме́ло Бернао́ла (исп. Carmelo Alonso Bernaola, 16 июня 1929, Очандиано — 5 июня 2002, Мадрид) — испанский композитор поколения 1950-х годов (Луис де Пабло, Кристобаль Альфтер и др.).

## Биография
Семилетним переехал в семьей в Медина-де-Помар, с 14 лет жил в Бургосе. Начал учиться музыке, играл в оркестре Инженерной академии. В 1951 году переехал в Мадрид, учился в Консерватории. В 1959 году по стипендии уехал в Рим, учился в Испанской художественной академии у Гоффредо Петрасси, Серджиу Челибидаке и Бруно Мадерны. Завоевал Римскую премию (1959). Вернувшись в Испанию, учился в Сантьяго де Компостела у Андре Жоливе и Александра Тансмана. Играл в Мадридском городском оркестре (кларнет), преподавал гармонию в Мадридской консерватории. В 1981—1991 годах возглавлял музыкальную школу Хесуса Гуриде де Виториа.
Написал музыку более чем к 80 фильмам, писал также для театра и телевидения

## Произведения
- 1955: Trío-Sonatina для гобоя, кларнета и фагота; Capricho для кларнета и фортепиано; Música для квинтета духовых
- 1956: Tres piezas для фортепиано
- 1957: Suite-divertimento для фортепиано и оркестра; Посвящение Скарлатти для фортепиано и оркестра; Струнный квартет № 1
- 1958: Canción y danza для фортепиано
- 1959: Cuatro piezas infantiles для фортепиано
- 1960: Píccolo Concerto для скрипки и струнных; Constantes для голоса, трех кларнетов и перкуссии
- 1961: Superficie número 1 для камерного ансамбля; Sinfonetta Progresiva для струнного оркестра
- 1962: Espacios variados; Superficie número 2 для виолончели
- 1963: Permutado для скрипки и гитары; Superficie número 4; Morfología sonora для фортепиано
- 1964: Mixturas
- 1965: Heterofonías
- 1966: Episodio для баса; Traza
- 1967: Músicas de cámara
- 1968: Continuo для фортепиано
- 1969: Polifonías.
- 1970: Oda für Marisa.
- 1971: Relatividades
- 1972: Impulsos; Argia ezta ikusten.
- 1974: Sinfonía en do; Negaciones de San Pedro для баса и хора; Presencia для фортепиано и струнного квартета; Per due.
- 1976: Superposiciones variables; Así; Tiempos для виолончели и фортепиано; Pieza I.
- 1977: Achode для кларнетного квинтета
- 1978: Villanesca; Entrada; Juegos.
- 1979: A mi aire; Qué familia; Superficie número 5 для контрабаса
- 1980: Variantes combinadas, камерная музыка; Sinfonía número 2.; Galatea, Rocinante y Preciosa; Koankinteto; Variantes combinadas.
- 1981: Béla Bartók I; Tres piezas.
- 1984: Семь последних слов Христа
- 1985: Variaciones concertantes (Espacios variados número 2).
- 1986: Nostálgico для фортепиано и оркестра.
- 1987: Perpétuo, cántico, final для фортепиано
- 1988: Балаганчик дона Кристобаля, по Ф.Гарсиа Лорке; Per a Fráderic для инструментального трио
- 1989: Селестина, балет.
- 1990: Симфония № 3
- 1991: Mística, кантата на стихи Иоанна Креста.
- 1992: Scherzo
- 2001: Fantasías

## Признание
Лауреат многочисленных национальных премий, среди которых — Премия Гойя за музыку к фильму Пасодобль (1989). Член Королевской академии изящных искусств (1994). Почетный доктор университета Комплутенсе (1998). Имя композитора носит Городская музыкальная школа Мадрида.